# Доробало Валентина Романівна
Валентина Романівна Доробало (Буднікова) (нар. 23 лютого 1949, село Шершні, тепер Тиврівського району Вінницької області) — українська радянська діячка, свердлувальниця Сутисківського заводу «Автоелектроапаратура» Тиврівського району Вінницької області. Депутат Верховної Ради УРСР 9-го скликання.

## Біографія
Освіта середня.
З 1967 р. — учениця свердлувальника, свердлувальниця Сутисківського заводу «Автоелектроапаратура» Тиврівського району Вінницької області.
Потім — на пенсії у селищі Сутиски Тиврівського району Вінницької області.

## Нагороди
- ордени
- медалі